# Lakhdar Brahimi
Pour les articles homonymes, voir Brahimi.
Lakhdar Brahimi (en arabe : لخضر براهيمي), né le 1er janvier 1934 à El Azizia, près de Tablat en Algérie, est un diplomate et homme politique algérien.
Il fut également secrétaire général adjoint de la Ligue arabe et de l'Organisation des Nations unies ainsi qu'envoyé spécial chargé de plusieurs dossiers/régions pour ces deux organisations.

## Biographie

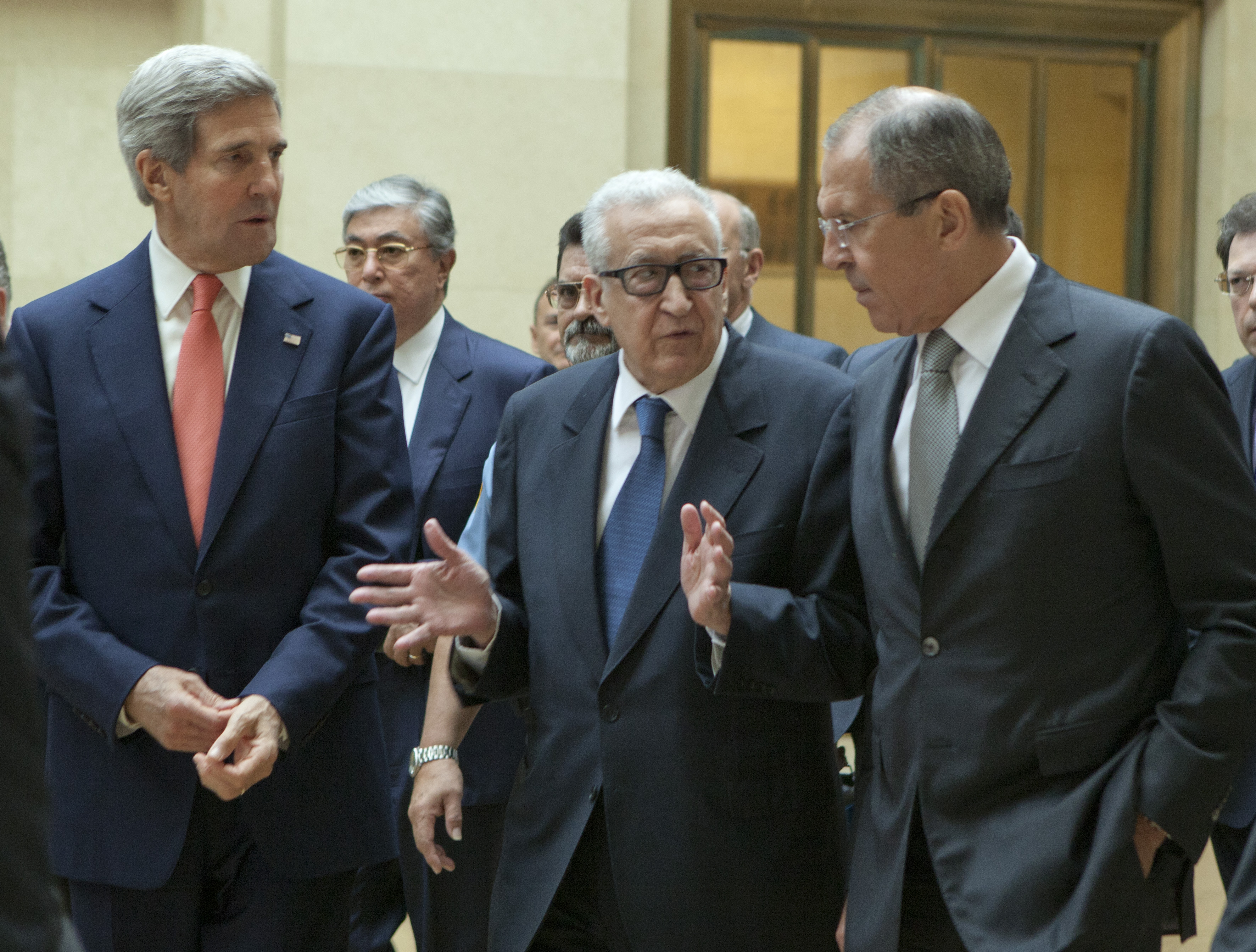
Lakhdar Brahimi avec Sergueï Lavrov et John Kerry (Genève, 13 septembre 2013).

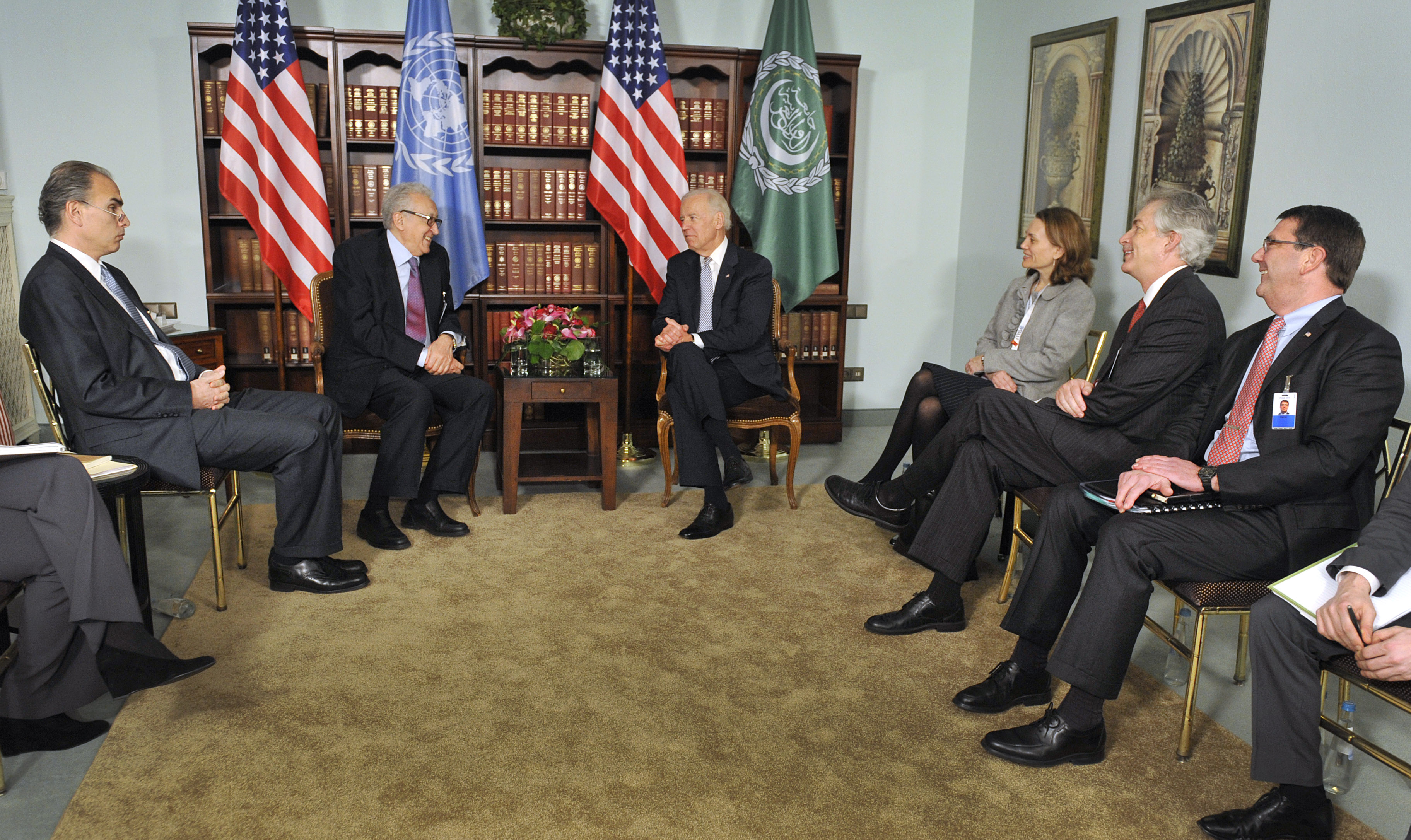
Lakhder Brahimi avec Joe Biden (Munich, 7 février 2013).

Lakhdar Brahimi a fait ses études en Algérie et en France (droit et science politique) et parle couramment l'arabe, l'anglais, le français principalement ainsi que plusieurs autres langues, dont l'indonésien. Lakdar Brahimi a été membre fondateur de l'UGEMA (Union générale des étudiants musulmans algériens), il a activement participé à la grève générale des étudiants algériens décrétée par le Front de libération nationale (FLN) le 19 mai 1956.
En avril 1955, il participe à la conférence de Bandung à Bali (Indonésie) dans la délégation du Gouvernement provisoire de la République algérienne dirigée par Hocine Aït Ahmed et M'hamed Yazid. Il devient, par la suite, le représentant du Gouvernement provisoire de la République algérienne dans plusieurs capitales du monde dont Jakarta de 1956 à 1961.
Dès l'indépendance de l'Algérie, il est successivement secrétaire général du ministère des Affaires étrangères, ambassadeur en Égypte, puis haut représentant de la Ligue arabe et des Nations unies à travers le monde. Rappelé en Algérie, il a été ministre des Affaires étrangères de 1991 à 1992. Il a été également, pour le compte de la Ligue arabe, l'artisan de l'accord de Taef qui a marqué la fin de la guerre civile libanaise,. Représentant spécial du secrétaire général des Nations unies en Haïti et en Afrique du Sud, Lakhdar Brahimi a été désigné représentant spécial pour l'Afghanistan et l'Irak en 2001.
Lakhdar Brahimi est membre du comité des « Elders » pour la paix dans le monde aux côtés de personnalités ayant exercé de très hautes responsabilités. Fin 2005, Lakhdar Bahimi s'est retiré de ses fonctions à l'ONU. À la suite de l'attentat du 11 décembre 2007 dans lequel 10 membres du personnel avaient été tués par la bombe placée devant les bureaux du HCR et du PNUD à Alger, le Secrétaire général Ban Ki-moon l'a chargé de mener une enquête. Il a reçu, le 5 novembre 2010, le Prix spécial du jury de la Fondation Chirac pour la prévention des conflits pour son travail de réconciliation au Liban, en Afghanistan et en Irak.
Le 17 août 2012, il accepte de succéder à Kofi Annan comme médiateur international de l'ONU dans le cadre du conflit civil syrien. Il reçoit à la suite de cette nomination le soutien des Occidentaux, ainsi que celui de la Chine et de la Russie, deux pays alliés à la Syrie, cependant sa mission s'annonce difficile. Médiateur dans le conflit syrien jusqu’en 2014, il est professeur invité à l'Institut d'études politiques de Paris et à l’université Cornell.
Le 12 mars 2019 , il est pressenti pour animer la conférence nationale qui doit proposer une nouvelle constitution et fixer la date de l'élection présidentielle, alors reportée à la suite des manifestations de 2019 en Algérie,. Quelques jours après, il dément avoir été désigné pour présider la conférence nationale algérienne et affirme qu’il n’a été mandaté par personne pour jouer un rôle dans la résolution de la crise politique en Algérie,. Bouteflika démissionnera finalement le 2 avril et Brahimi retournera à Paris.

## Distinctions

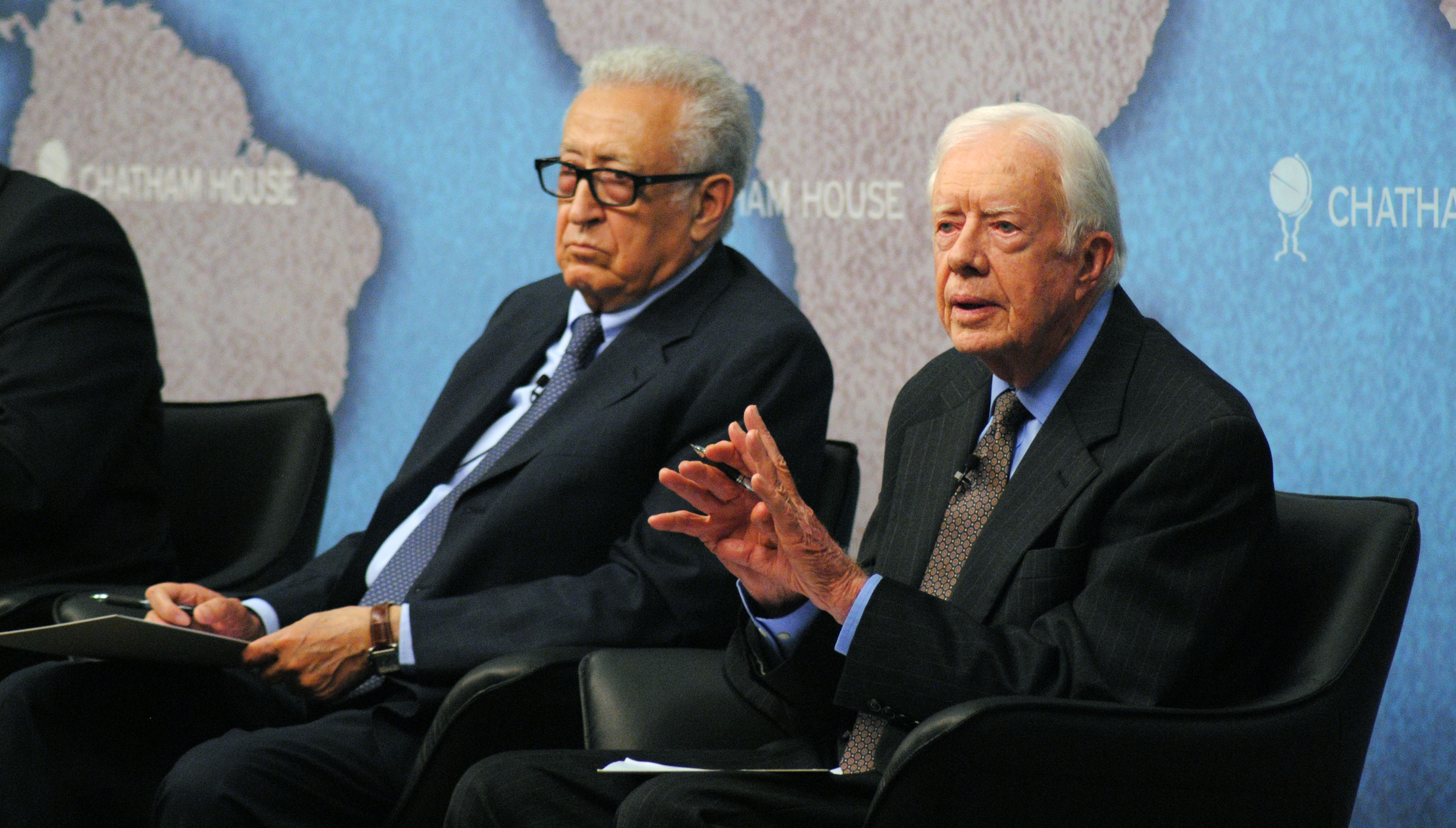
Lakhdar Brahimi avec Jimmy Carter (New York, 24 juillet 2013).

### Docteur Honoris causa
- Docteur honoris causa de l'Institut d'études politiques de Paris[17] ;
- Docteur honoris causa de l'Université d'Ottawa[18] ;
- Docteur honoris causa de l'université Waseda ;
- Docteur honoris causa de l'université d'Oran 1 Ahmed Ben Bella[19].

### Prix et récompenses

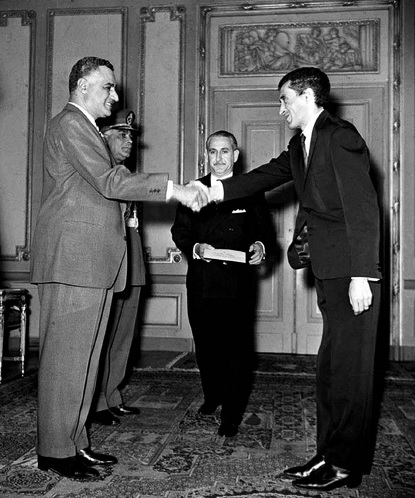
Brahimi (à droite) présentant ses lettres de créance au président égyptien Gamal Abdel Nasser (Le Caire, avril 1963).

- Prix des droits de l'homme de la Commission algérienne pour la promotion et la protection des droits de l'Homme[20] ;
- Prix pour la prévention des conflits de la Fondation Chirac[6] ;
- Prix de la Paix de Hesse ;
- Prix Émir Abdelkader du vivre ensemble[21] ;
- Médaille d'honneur Dag Hammarskjöld[22] ;
- Prix Wateler de la Paix.

## Décorations
- Première classe de l'ordre du Mérite national ( Algérie) ;
- Grand-officier de l'ordre de Bonne Espérance ( Afrique du Sud) ;
- Grand-croix de l'ordre du Mérite ( Chili)[23] ;
- Médaille des quatre libertés de Roosevelt ( États-Unis) ;
- Grand-cordon de l'ordre suprême de la Renaissance ( Jordanie) ;
- Commandeur de l'ordre de la République ( Tunisie) ;
- Collier de l'ordre de l'Unité ( Yémen)[24].

## Publications

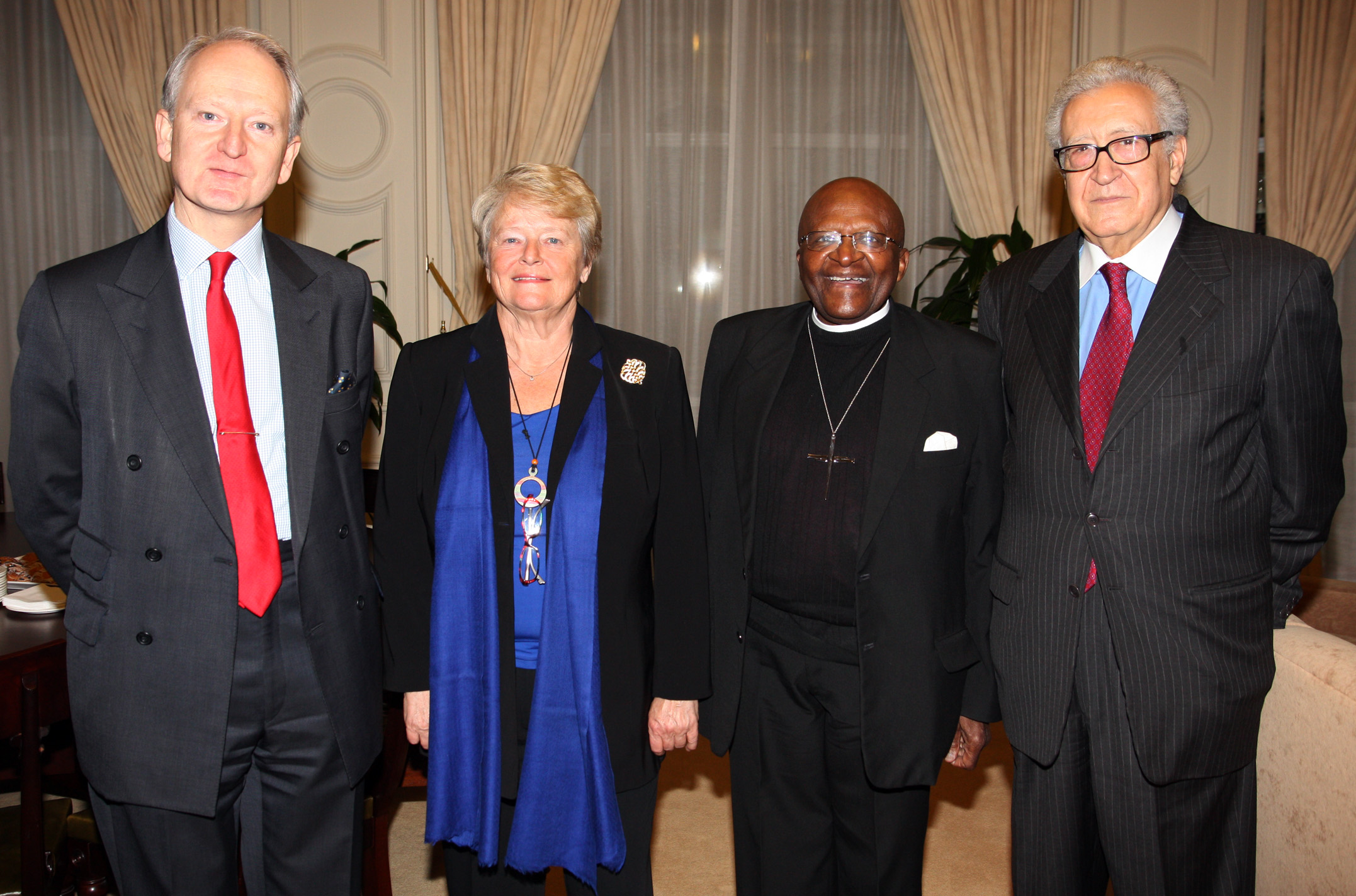
Lakhdar Brahimi avec Desmond Tutu, Gro Harlem Brundtland et Henry Bellingham (Londres, 10 janvier 2011).

- Afghanistan: Negotiating Peace (avec Thomas R. Pickering), New York, The Century Foundation Press, 2012.
- Arab–Israeli conflict (ouvrage collectif), Beyrouth, American University of Beirut, 2010.
- Guerres d'Aujourd'hui : Pourquoi ces conflits ? Peut on les résoudre ? (ouvrage collectif), Paris, Delavilla, 2008.
- « L'ONU survivra-t-elle en 2034 ? », dans Politique étrangère (revue), vol. 71, t. 4, 2006 (lire en ligne), p. 771-783.
- « L'ONU entre nécessité et minimalisme », dans Politique étrangère (revue), vol. 70, t. 2, 2005 (lire en ligne), p. 299-311.
- Étude d'ensemble de toute la question des opérations de maintien de la paix sous tous leurs aspects [sous la dir. de], New York, Nations unies, 2003.
- Rapport du Groupe d'étude sur les opérations de paix de l'ONU (dit « Rapport Brahimi »), New York, Nations unies, 2000.
- « La Mission des Nations unies en Haïti. Mode d'emploi pour une mission de maintien de la paix », dans Yves Daudet (dir.), La crise d'Haïti (1991-1996), CEDIN-Paris I, Cahiers Internationaux, 1996.